# Rudolf Schraut (Jurist)
Rudolf Georg Schraut (* 9. April 1899 in Kulmbach; † 19. Dezember 1970 in München-Pasing) war ein deutscher Jurist und Nationalsozialist.

## Leben und Wirken
Schraut wurde als Sohn eines Zollinspektors geboren und besuchte das Humanistische Gymnasium Amberg. Im Anschluss leistete er von 1917 bis 1918 seinen Kriegsdienst beim Königlich Bayerischen 6. Infanterie-Regiment „Kaiser Wilhelm, König von Preußen“ und dann beim 1. Artillerieregiment Nr. 24, bei dem er zuletzt Unteroffizier und Offizieraspirant war. 1919 kämpfte er in den „Befreiungskämpfen in und um München“.
1919 nahm er das Studium der Rechts- und Staatswissenschaften an der Universität München auf und studierte zwischenzeitlich auch an der Universität Halle. Während seines Studiums wurde er 1919 Mitglied der Burschenschaft Arminia München und des Deutschvölkischen Schutz- und Trutzbundes. 1921 trat er der Ortsgruppe München der NSDAP bei (Mitgliedsnummer 4.142). 1923 war er SA-Mann in der Kompanie Schlageter des Regiments München, mit dem er am 9. November am Marsch auf die Feldherrnhalle teilnahm; dafür erhielt er 1935 den Blutorden. 1924 wurde er Mitglied der Großdeutschen Volksgemeinschaft, der er bis zu ihrer Auflösung angehörte. Er war seit 1924 Referendar am Amtsgericht München und an weiteren bayerischen Orten sowie beim Stadtrat und beim Bezirksamt München. 1925 schloss er sich wieder der neu gegründeten NSDAP an (Mitgliedsnummer 3.532). Er war Gründer und bis 1929 Leiter der NSDAP-Ortsgruppe Pasing. Von 1927 bis 1933 arbeitete er als Rechtsanwalt. 1930 war er Mitgründer des Bundes Nationalsozialistischer Deutscher Juristen. In Pasing war er von 1930 bis 1933 Führer der NS-Fraktion im Stadtrat. 1931 bis 1932 war er Vorsitzender des Gaugerichtes München-Oberbayern. 1931 wurde er auch Fachberater für Kommunalpolitik und Rechtsberater der SA im Gau München-Oberbayern. 1933 wurde Schraut Leiter der Rechtsabteilung der Reichsleitung der NSDAP. 1933 wurde er Oberregierungsrat im Reichsjustizministerium, Mitglied der Akademie für Deutsches Recht und war als Reichsjustizkommissar Stellvertreter von Reichsjustizminister Hans Frank. Er arbeitete seit 1933 als Schriftleiter der Zeitschrift Deutsches Recht, des Zentralorgans des Nationalsozialistischen Rechtswahrerbundes. Von 1935 bis 1944 war er Direktor in der Personalabteilung des Deutschen Sparkassen- und Giroverbandes. 1936 wurde er in den Werberat der deutschen Wirtschaft berufen.
Nach 1945 verlor er aufgrund seines nationalsozialistischen Engagements alle Ämter und wurde mehrere Jahre interniert. Seit 1948 arbeitete er als Syndikus beim Mieterverein München. Von 1952 bis 1956 war er Philistervorsitzender der Burschenschaft Arminia München.
Er starb 1970 in München-Pasing.

## Schriften (Auswahl)
- (Hrsg.): Deutscher Juristentag 1933. 4. Reichstagung des Bundes der Nationalistischer Deutscher Juristen in Leipzig 30. Sep. – 3. Okt. Deutscher Rechts- und Wirtschafts-Wissenschafts-Verlag, Berlin 1933.
- Deutsche Rechts-Fibel. Selbstunterrichts- und Nachschlagewerk für das gesamte deutsche Reichsrecht. R. Lorentz, Berlin-Charlottenburg 1934 ff.
- Das Recht des Kreditgewerbes. Heymann, Berlin 1938.
- Das Handwerk in Staat und Wirtschaft. Verlag für Handwerk und Gewerbe, 6. Auflage, Berlin-Lichterfelde 1938.
- mit Theodor Rohlfing (Hrsg.): Jugendschutzgesetz (Gesetz über Kinderarbeit und über die Arbeitszeit der Jugendlichen) nebst Ausführungsverordnung. Textausgabe mit amtlicher Begründung, nebst systematischer Einleitung und ausführlichem Sachregister. De Gruyter, Berlin 1938.
- mit Theodor Rohlfing (Hrsg.): Die Arbeitsgesetze der Gegenwart. Textsammlung mit Einführung, Anmerkungen und Sachregister (= Guttentagsche Sammlung Deutscher Reichsgesetze. Nr. 210). De Gruyter, Berlin 1938–1940.
- mit Theodor Rohlfing (Hrsg.): Die Neuordnung des Rechts in den Ostgebieten. De Gruyter, Berlin 1942.
- mit Friedrich Seka, Anton Spitz: Mieterschutzgesetz mit Nebengesetzen und Verordnungen erläutert Wohnungsgesetz mit Durchführungsverordnung erläutert. Seka, 2. Auflage, München 1950.